# أليو بادجي
أليو بادجي (بالفرنسية: Aliou Badji)‏ (ولد 10 أكتوبر 1997) هو لاعب كرة قدم سنغالي محترف يلعب في مركز المهاجم في الدوري الفرنسي بنادي اميان الفرنسي بالدرجة الثانية علي سبيل الإعارة من النادي الأهلي المصري.

## مسيرته الكروية

### مع الاندية
كان كاسا سبورت أول نادٍ يلعب له بادجي. في 31 يناير 2017، أكمل اللعب إنتقاله إلى السويد للانضمام إلى نادي يورغوردينس، ووقع عقد مدته أربع سنوات. ظهر لأول مرة مع النادي في 3 أبريل في مباراة بالدوري ضد أي كي سيريوس وسجل باجي أول هدف له في 23 يوليو في الدوري ضد نادي أوسترسوند. في المباراة التالية، بدأ بادجي المبارة للمرة الأولى منذ إنضمامه للنادي وسجل بعد 30 دقيقة ضد نادي إسكلستونا واجه اللاعب صعوبات في تثبيت مكانته في التشكيلة الأساسيى في مواسمه الأولى في نادي يورغوردينس، اكتسب بادجي سمعة باعتباره مسجل الأهداف في الدقائق الأخيرة في المباراة حيث سجل أهداف الفوز في وقت متأخر ضد هكن وماريوبول وأيك سولنا.
في يناير 2019، تم الكشف عن أن بادجي رفض الانتقال إلى نادي هيبي شينا فورشن الذي يلعب في الدوري الصيني الممتاز. في 6 فبراير، إنتقل بادجي إلى رابيد فيينا نظير مبلغ لم يتم الإعلان عنه. ووقع عقد لمدة ثلاث سنوات ونصف. في 16 يناير 2020، أعلن النادي الأهلي المصري لكرة القدم عن توقيع بادجي عقد مدته أربع سنوات ونصف مقابل رسم يبلغ مليوني يورو. وسجل هدف التعادل في الفوز 2-1 على ملعب بيراميدز في 6 فبراير.
اميان الفرنسي
يوم 3 أغسطس 2021 انتقل اليو بادجي من نادي أنقرة جوجو التركي للكيان الفرنسي علي سبيل الإعارة لمدة موسم مع أحقية الشراء مقابل 1.5 مليون دولار

### مع منتخب السنغال
مثل بادجي منتخب السنغال تحت سن 20 سنة، وسجل 12 هدفا في 12 مباراة قبل مشاركته في كأس الأمم الأفريقية تحت 20 سنة في زامبيا. سجل هدف واحد (في الدور قبل النهائي ضد منتخب غينيا تحت 20) حيث انهت السنغال البطولة في المركز الثاني. كما ظهر مع السنغال في كأس العالم تحت 20 سنة 2017 في كوريا الجنوبية.

## البطولات
نادي يورغوردينس
- كأس السويد: كأس السويد 2017-18

الاهلي المصري
- الدوري المصري 2019 -20
- دوري أبطال أفريقيا 2020–21

## روابط خارجية
- أليو بادجي على موقع اتحاد السويد (السويدية)
- أليو بادجي على موقع اتحاد تركيا (لاعب) (الإنجليزية)
- أليو بادجي على موقع قاعدة بيانات كرة القدم.إي يو (الإنجليزية)
- أليو بادجي على موقع ليكيب (الفرنسية)
- أليو بادجي على موقع Soccerway.com (الإنجليزية)
- أليو بادجي على موقع عالم كرة القدم.نت (الإنجليزية)

- أليو بادجي  على سكروي